# Kopaszhegy
Kopaszhegy (horvátul: Plešivica) falu Horvátországban, Muraköz megyében. Közigazgatásilag Szelencéhez tartozik.

## Fekvése
Csáktornyától 12 km-re északnyugatra, községközpontjától Szelencétől 3 km-re délre a Muraközi-dombság területén fekszik.

## Története
A csáktornyai uradalom része volt, mely 1546-ban I. Ferdinánd király adományából a Zrínyieké lett. Miután Zrínyi Pétert 1671-ben felségárulás vádjával halálra ítélték és kivégezték minden birtokát elkobozták, így a birtok a kincstáré lett.  A király 1719-ben szolgálatai jutalmául elajándékozta Althan Mihály János cseh nemesnek. 1791-ben gróf Festetics György vásárolta meg és ezután 132 évig a tolnai Festeticsek birtoka volt.
1920 előtt Zala vármegye Csáktornyai járásához tartozott. 1941 és 1944 között ismét Magyarországhoz tartozott. 2001-ben 118 lakosa volt.

## Külső hivatkozások
- Szelence község hivatalos oldala
- Szelence a Muraköz információs portálján